# Åkestam Holst
Åkestam Holst är en av Sveriges största reklambyråer med säte i Stockholm och ingår i det skandinaviska byrånätverket The North Alliance (NoA). 
Byrån arbetar huvudsakligen med konsumentreklam, och har vunnit många priser både i Sverige och utomlands. Sommaren 2012 vann byrån en upphandling där Ikea valde reklambyrå.

## Historik
Åkestam Holst utvecklades ut byrån Nord & Co. Den hade grundats på 1980-talet som Månson & Nord av Johan Månson och Janne Nord.
Göran Åkestam anställdes 1996 och deltog i ett förändringsarbete som snart ledde till att byrån fick ett nytt namn. Efter något år som Nord Åkestam Holst öppnade byrån i augusti 1998 under namnet Åkestam Holst. Namnet kom från Göran Åkestam och Jesper Holst, även Mark Ardelius och Kenneth Adenskog deltog i nygrundandet.
År 2004 startade Åkestam Holst dotterbolaget retailbyrån ÅH Promenad och 2011 grundade man designbyrån Bold. 2014 kompletterades verksamheten med produktionsbyrån Studion@akestamholst. 
År 2014 var Åkestam Holst-gruppen med och bildade det nordiska nätverket The North Alliance (NoA) vilket ledde till att danska &Co och norska Making waves blev Åkestam Holsts koncernsystrar.
Göran Åkestam slutade som VD 2015 och efterträddes av Petronella Panérus. Från 2016 leddes byrån kreativt av den prisbelönte kreativa chefen Magnus Jakobsson. Jakobsson slutade 2021. Retailbyrån Promenad bytte senare namn till Kicker, men lades ner 2019. Panérus slutade under 2020 och efterträddes som VD av Johan Östlund. Den 1 juni 2022 lämnade Johan Östlund byrån och efterträddes som VD av Jenny Kaiser.[källa behövs]
I oktober 2021 lanserades en byrå i Malmö, Åkestam Holst Syd.

## Kunder, kampanjer och priser

### Från 2000-talet
- Pause Ljud & Bild, 2000–2019.[16] Omprofilerade kedjan från "Ljudbutiken" år 2000 och producerade därefter flera prisbelönta kampanjer.
- Posten/Postnord, 2001[17]–2014[18]
- Åbro, 2002[19]–2004[20]
- Beckers, 2003[21]–2009[22]
- Puma Football, Globalt uppdrag 2004[23]–2006[24].ä
- RFSU, från 2006[25] och några år därefter
- ATG, från 2006[26]–
- SBAB, 2006[27]–2009[28]
- Bredbandsbolaget, 2007[29]
- Apollo, 2008[30]–2012[31]
- Scandic, 2008[32]–2010[33]
- Hemtex, 2008[34]–2011[35]
- OLW, 2008[36]–2018[37]. Skapade konceptet "Fredagsmys" som lanserades år 2009.[38]
- Carlsberg Sverige, 2009[39]–2012[40]
- Pressbyrån, 2009[41]–
- Apotek Hjärtat, från lanseringen[42]

### Från 2010-talet
- Folksam, 2010[43]–2019[44]
- Ikea, 2012–. Skapade från år 2016 reklam byggd kring konceptet "Där livet händer".[45] I detta ingick kampanjen "Retail Therapy" där olika Ikeamöbler döpts om till vardagsproblem och därmed dök upp som annonser när man sökte på dessa i Google.[46][47] "Retail Therapy" vann ett guldägg 2017[48] och flera internationella priser, såsom The one show, silver vid Eurobest och brons vid Cannes lions.
- Arla Foods, svensk huvudbyrå från 2013[49]
- SAS, global byrå från 2013.[50] Lanserade konceptet "We are travelers" 2014.[51][52]
- Tre, 2014[53]–2016[54]
- Spendrups ölmärken, 2015[55]–2020[56]
- Tele2, 2016[54]–
- Loka 2017[57]–
- Hemköp, 2017[58]
- SSF, 2018
- Sveriges Television, 2018[59]–
- If Skadeförsäkring, 2019[60]–
- Postnord, åter 2019[61]-.Ä
- Ving, 2019[62]-

### Från 2020-talet
- Max Hamburgerrestauranger, 2020[63]–
- Preem, 2021[64]–
- Lendo, 2021[65]–. Lanserade konceptet "Låneräddarna" sommaren 2021.[66]
- Lunar, 2021[67]–. Lanserade i februari 2022 en kampanj där Will Ferrell spelar en självhjälps-guru.[68]